# Francisco Xavier de Andrade e Almeida de Valadares
Esta passagem carece de fontes

## Família
Filho primogénito de Francisco Xavier de Andrade e Almeida Pacheco de Sousa Leitão, 1.º Barão de Ribeira de Pena, e de sua mulher e prima Maria Angélica Pacheco de Valadares de Sousa Martins e Aguiar.

## Biografia
Depois de ter cursado em Braga os seus Preparatórios, matriculou-se na Faculdade de Direito da Universidade de Coimbra em 1855, concluindo o Curso em Julho de 1860. Sucedeu a seus pais e foi Senhor e Administrador do Morgado de São Francisco Xavier, em Ribeira de Pena, e Senhor do Morgado de Ribeira de Pena e doutros numerosos Vínculos, e da Casa Solar de Santa Marinha, etc. Depois da sua formatura exerceu em Ribeira de Pena os cargos de Juiz Ordinário, Presidente da Câmara Municipal e Administrador do Concelho, não recebendo, como seu pai, os ordenados seste último lugar, que cedeu em favor do cofre do Município. Em 1862 foi eleito Deputado pelo Círculo Eleitoral de Vila Pouca de Aguiar, Ribeira de Pena e Mondim de Basto. Foi várias vezes reeleito por este Círculo Eleitoral e pelo de Vila Real, no qual durante muitos anos dirigiu a política, primeiro do Partido Histórico, depois do Partido Progressista. Foi, também, Escritor elegante e correto, colaborou em diversos jornais, quer da capital quer transmontanos, publicando uma série de folhetins que mereceram o elogio de Camilo Castelo Branco, 1.º Visconde de Correia Botelho. Manteve amizade com alguns dos homens mais marcantes, no seu tempo, na política e nas letras.
Era Fidalgo Cavaleiro da Casa Real.
O título de 2.º Barão de Ribeira de Pena foi-lhe renovado por Decreto de D. Luís I de Portugal de 27 de Dezembro de 1867.

## Casamento e descendência
Casou a 31 de Maio de 1871 com sua prima Maria da Glória de Gouveia Mouzinho da Silveira Canavarro (1848 - 1871), filha de Pedro Slessor de Sousa Canavarro, Fidalgo da Casa Real, Major do Exército, posto a que foi promovido por distinção e sem acesso por ter ficado cego dos dois olhos na Batalha de Torres Vedras em 1846, durante a Patuleia, Comendador da Ordem Militar de Avis, Oficial da Ordem Militar da Torre e Espada, do Valor, Lealdade e Mérito, Cavaleiro da Ordem Militar de Cristo e da Ordem de Nossa Senhora da Conceição de Vila Viçosa, etc., e de sua mulher Maria das Dores de Gouveia Mouzinho da Silveira, sobrinha materna de José Xavier Mouzinho da Silveira, com geração, incluindo o filho primogénito varão e sucessor Francisco Xavier Mouzinho da Silveira Canavarro de Valadares, que usou o título de 3.º Barão de Ribeira de Pena.